# Atletismo nos Jogos Pan-Americanos de 1955 - Lançamento de martelo masculino
A prova do lançamento de martelo masculino nos Jogos Pan-Americanos de 1955 foi realizada na Cidade do México, México.

## Medalhistas
| Ouro                             | Prata                           | Bronze                    |
| Robert Backus USA Estados Unidos | Martin Engel USA Estados Unidos | Elbio Porta ARG Argentina |

## Resultados
| Posição           | Nome              | Nacionalidade      | Marca | Notas |
| ----------------- | ----------------- | ------------------ | ----- | ----- |
| Medalha de ouro   | Robert Backus     | USA Estados Unidos | 54.91 |       |
| Medalha de prata  | Martin Engel      | USA Estados Unidos | 53.36 |       |
| Medalha de bronze | Elbio Porta       | ARG Argentina      | 51.45 |       |
| 4                 | Alejandro Díaz    | CHI Chile          | 50.56 |       |
| 5                 | Arturo Melcher    | CHI Chile          | 49.60 |       |
| 6                 | Walter Kupper     | BRA Brasil         | 49.35 |       |
| 7                 | Francisco Fragoso | MEX México         | 45.96 |       |